# Blue Shadow
Blue Shadow, originariamente pubblicato in Giappone con il titolo Yami no Shigotonin Kage (闇の仕事人 KAGE? lett. "Kage il bracciante oscuro") e in America come Shadow of the Ninja, è un videogioco a piattaforme prodotto da Natsume per Nintendo Entertainment System (NES) nel 1990. Il gioco vede due ninja inviati a uccidere un dittatore in una futuristica versione della città di New York.
Era stata programmata anche una conversione per Game Boy, ma uscì in forma rivisitata sotto il nome di Shadow Warriors.

## Trama
Nel prossimo futuro, l'imperatore Garuda si è impadronito degli Stati Uniti d'America imponendo una feroce dittatura. I due ninja Hayate e Kaede (uomo e donna) affrontano gli scagnozzi di Garuda nella principale metropoli per poi introdursi nella sua fortezza e assassinarlo.

## Modalità di gioco
Può partecipare un giocatore singolo oppure due in cooperazione in contemporanea. In singolo si può scegliere quale dei due personaggi controllare, ma la differenza è solo estetica. Si devono attraversare scenari bidimensionali a piattaforme a scorrimento multidirezionale.
Il protagonista/i può correre, saltare, arrampicarsi su muri e impalcature, appendersi con le braccia a piattaforme mobili e soffitti.
Inizialmente è armato di spada a corto raggio, ma si possono trovare e aprire urne con vari power-up e armi alternative, tra cui shuriken da lancio, arpioni e boccette che ricaricano l'energia. Si presentano diverse situazioni nelle quali diverse armi possono essere le più indicate.
Gli avversari hanno un ampio armamentario come boomerang, fucili energetici e armi da fuoco, e schierano anche un gran numero di macchine e robot di ogni genere, inclusi uomini volanti e serpentoni metallici.
Ci sono in tutto 5 livelli, ciascuno diviso in due sezioni e terminante con un boss.
Le ambientazioni del gioco sono molto variate e comprendono diversi luoghi della città futuristica, come banchine portuali e fognature.

## Accoglienza
Blue Shadow o Shadow of the Ninja ottenne in prevalenza buone recensioni dalla critica dei suoi tempi, almeno per quanto riguarda la stampa occidentale. In qualche caso i giudizi furono estremamente positivi e i voti arrivarono intorno al 90%. Venne a volte notata una certa somiglianza con il classico Strider.

## Remake
Shadow of the Ninja - Reborn è una nuova iterazione, sviluppato da Natsume Atari e Tengo Project per i dispositivi PS4, PS5, XBOX Series, Nintendo Switch e PC.
La data di pubblicazione è pianificata al 29 agosto 2024.